# Sweet Sixteen (koor)

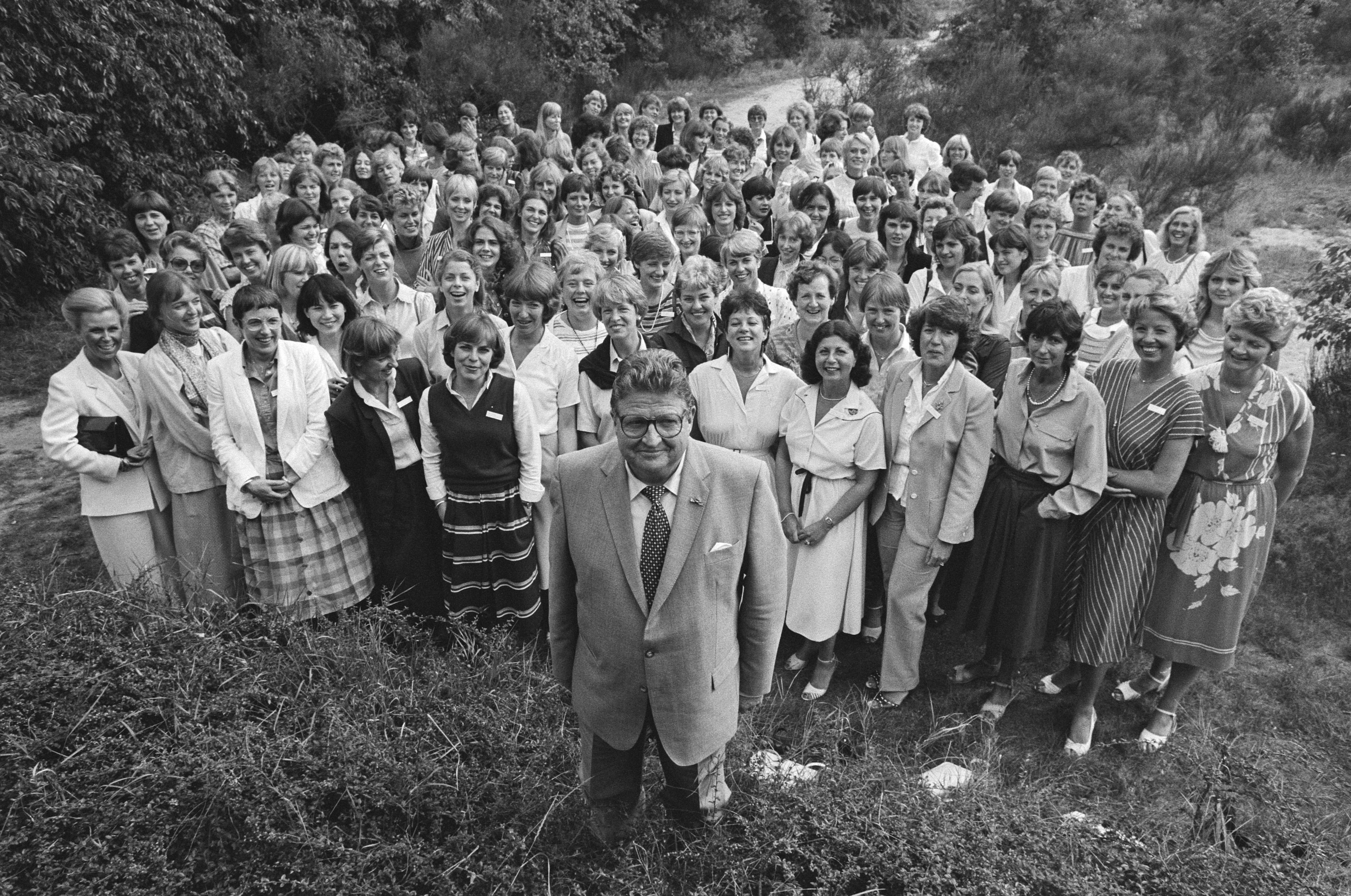
Lex Karsemeijer en 135 oud-leden van Sweet Sixteen tijdens een reünie van het koor in 1982

Sweet Sixteen was een Nederlands meisjeskoor (1952-1972) dat bekendheid kreeg door een regelmatig optreden voor de NCRV-radio.
Het meisjeskoor Sweet Sixteen werd opgericht door Mies en Lex Karsemeijer. Zij hadden tevens de leiding over het koor. Het repertoire bestond uit vrolijke, frisse en romantische liedjes. De meisjes zongen voornamelijk in het Nederlands. In 1960 werd de hit Peter uitgebracht. In 1961 werd dit dunnetjes herhaald met Oh Tom en in 1965 met Peter Weet 't Beter.
Het koor kwam op 9 juni 2014 opnieuw bij elkaar voor een NCRV-radioprogramma op Radio 5 Nostalgia.
Later bekend geworden leden van het koor zijn Judy Schomper en Henny Stoel.

## Invloed
In 1976 nam Neerlands Hoop (Bram Vermeulen en Freek de Jonge) Peter op in een Walk on the Wild Side-arrangement. Hierdoor kreeg de tekst een strekking die waarschijnlijk nooit door de schrijfster bedoeld is.
In 1996 werd het lied Peter door de leden van Jiskefet als single uitgebracht. De naam Peter is hierop door hen opnieuw 'ingezongen'.
Voor de Tweede Kamerverkiezingen van 2012 pasten de oud-leden voor de campagne van de partij 50PLUS de tekst aan tot Henkie, naar lijsttrekker Henk Krol.